# هوراس ميلر
هوراس ميلر (26 أكتوبر 1989 بجامايكا - )  (بالإنجليزية: Horace Miller)‏ هو لاعب كريكت جامايكي. شارك مع منتخب جامايكا الوطني للكريكت.

## وصلات خارجية
- هوراس ميلر على موقع إي آس بي آن كريك إنفو (الإنجليزية)